# Volker Ellenberger

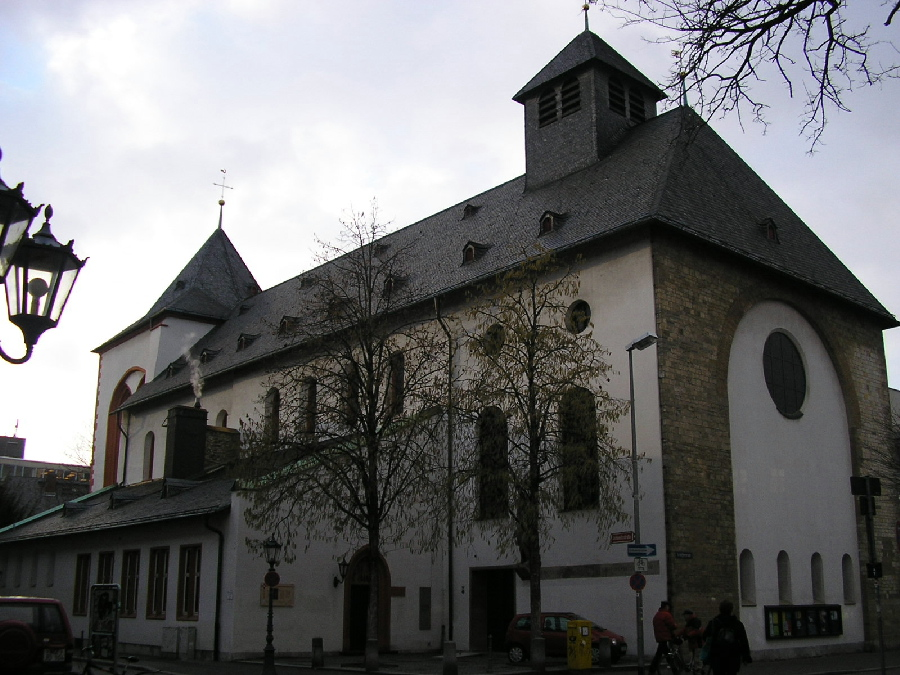
Johanniskirche Mainz

Volker Ellenberger (* 1964 in Osnabrück) ist ein deutscher Kirchenmusiker und Organist.
Ellenberger studierte Kirchenmusik in Berlin (A-Examen) als Stipendiat der Pradé-Stiftung. Er absolvierte ein Aufbaustudium am Conservatoire Royal in Brüssel und an der Hochschule für Musik Saar in Saarbrücken bei Wolfgang Rübsam. Seit 1991 ist er als Kirchenmusiker an der evangelischen Kirche St. Johannis in Mainz tätig, wo er auch bis 1997 am Peter-Cornelius-Konservatorium lehrte. Konzertreisen führten ihn in viele europäische Länder sowie in die USA. Seit 2003 ist er Lehrbeauftragter für Hymnologie, Liturgisches Singen und Liturgik an der Johannes Gutenberg-Universität Mainz.

## Tondokumente
- Rendezvous mit Frankreich
- Hommage à Louis Vierne
- Klangvisionen
- Dietrich Buxtehude